# Nicolas Beney
Nicolas Beney, né le 14 septembre 1980 à Orbe, est un gardien de football professionnel suisse. Il est le frère de la footballeuse internationale suisse Noémie Beney et le père d'Iman et de Roméo Beney, footballeurs également.

## Biographie
Né le 14 septembre 1980 à Orbe,, Nicolas Beney grandit à Orbe dans une famille sportive de 6 enfants. Il découvre le football en junior F au FC Montcherand, avant de jouer en junior E au FC Arnex et des juniors D et C au FC Orbe. En 1994, il rejoint le Lausanne-Sports, avant d’intégrer le centre de formation du FC Sion en 1996.
Il a trois enfants dont deux Iman et Roméo Beney jouent également au football.

## Carrière
En 1997, après avoir atteint la demi-finale de l’Euro des moins de 16 ans avec l’équipe de Suisse entraînée par Hans-Peter Zaugg, il est prêté au Yverdon-Sport FC, où il obtient ses galons de titulaire en Ligue nationale B à 17 ans. Après une saison lors de laquelle il joue 28 matchs, son prêt est renouvelé d’un an. Cette deuxième saison n’est pas aussi bonne et ses relations avec son entraîneur Lucien Favre se dégrade, lui qui accepte mal ses fréquentes absences dues aux sélections juniors suisses, qu’il fréquente depuis l’équipe de Suisse des moins de 15 ans. Ses soucis au ménisque achèvent de le placer sur le banc des remplaçants du Stade municipal.
En 1999, il est alors transféré au FC Schaffhouse, où il remplace Patrick Foletti (en). Une saison plus tard, il retourne au FC Sion, après un transfert avorté à Bellinzone, et devient la doublure de Fabrice Borer. Il fait ses débuts en Ligue nationale A en mai 2001, face au FC Lugano, lorsqu’il remplace Borer en cours de match. Beney devient gardien titulaire lors du tour final 2002 après le départ de Fabrice Borer à Grasshopper.
Après la relégation administrative du club sédunois et alors qu’il s’est mis en évidence lors de l’Euro espoirs, Nicolas Beney s’engage avec le FC Wil, néopromu en Ligue nationale A. Plusieurs pépins émaillent son aventure en terre saint-galloise, notamment une blessure aux ligaments croisés du genou qui l’empêche de jouer la finale de la coupe de Suisse en 2004, remportée par le FC Wil, et qui le laissent sur la touche plusieurs mois,. Il retrouve finalement de l’embauche en janvier 2005 au FC Vaduz, pensionnaire de Challenge League. Son expérience au Liechtenstein est manquée, ne disputant qu’une seule rencontre avec l’équipe des moins de 19 ans, et Beney retrouve de l’embauche à Yverdon, où il est en concurrence avec Claudio Gentile et Sébastien Roth. Après une année dans le Nord vaudois, Beney se retrouve quelque temps sans club et profite des blessures de Massimo Colomba et Demetrio Greco pour obtenir un contrat avec le FC Aarau jusqu’à Noël 2006. Pas conservé au terme de ce bail, il rebondit au printemps 2007 au FC Baulmes, puis se voit offrir un poste de troisième gardien au FC Sion, non sans avoir envisagé de mettre un terme à sa carrière de joueur. Il joue alors majoritairement avec l’équipe des moins de 21 ans, en 1re ligue.
Au printemps 2009, il profite de l’absence d’Essam el-Hadari pour retrouver les terrains de Super League avec le FC Sion, permettant également à son équipe de se qualifier pour la finale, après avoir arrêté deux tirs au but lucernois en demi-finale. Cependant, l’arrivée de Didier Tholot sur le banc sédunois l’oblige à céder à nouveau sa place après une expulsion. C’est à nouveau sans jouer la finale qu’il remporte une deuxième coupe de Suisse. À nouveau barré au FC Sion après l’engagement du Letton Andris Vaņins, puis écarté du groupe au cours de l’exercice 2009-2010, Nicolas Beney met un terme à sa carrière de joueur à la fin de son dernier contrat en 2010.

## Statistiques
| Saison                | Club                  | Championnat           | Championnat | Championnat | Coupe(s) nationale(s) | Coupe(s) nationale(s) | Compétition(s) continentale(s) | Compétition(s) continentale(s) | Compétition(s) continentale(s) | Total | Total |
| Saison                | Club                  | Division              | M.          | B.          | M.                    | B.                    | Comp.                          | M.                             | B.                             | M.    | B.    |
| 1997-1998             | Yverdon-Sport FC      | LNB                   | 28          | 0           | -                     | -                     | -                              | -                              | -                              | 28    | 0     |
| 1998-1999             | Yverdon-Sport FC      | LNB                   | 11          | 0           | -                     | -                     | -                              | -                              | -                              | 11    | 0     |
| Sous-total            | Sous-total            | Sous-total            | 39          | 0           | -                     | -                     | -                              | -                              | -                              | 39    | 0     |
| 1999-2000             | FC Schaffhouse        | LNB                   | 15          | 0           | -                     | -                     | -                              | -                              | -                              | 15    | 0     |
| Sous-total            | Sous-total            | Sous-total            | 15          | 0           | -                     | -                     | -                              | -                              | -                              | 15    | 0     |
| 2000-2001             | FC Sion               | LNA                   | 1           | 0           | -                     | -                     | -                              | -                              | -                              | 1     | 0     |
| 2001-2002             | FC Sion               | LNA                   | 12          | 0           | -                     | -                     | -                              | -                              | -                              | 12    | 0     |
| Sous-total            | Sous-total            | Sous-total            | 13          | 0           | -                     | -                     | -                              | -                              | -                              | 13    | 0     |
| 2002-2003             | FC Wil                | LNA                   | 31          | 0           | 1                     | 0                     | -                              | -                              | -                              | 32    | 0     |
| 2003-2004             | FC Wil                | Super League          | 24          | 0           | 4                     | 0                     | CI                             | 6                              | 0                              | 34    | 0     |
| Sous-total            | Sous-total            | Sous-total            | 55          | 0           | 5                     | 0                     | -                              | 6                              | 0                              | 66    | 0     |
| 2004-2005             | FC Vaduz              | Challenge League      | -           | -           | -                     | -                     | -                              | -                              | -                              | 0     | 0     |
| Sous-total            | Sous-total            | Sous-total            | -           | -           | -                     | -                     | -                              | -                              | -                              | 0     | 0     |
| 2005-2006             | Yverdon-Sport FC      | Super League          | 9           | 0           | 1                     | 0                     | -                              | -                              | -                              | 10    | 0     |
| Sous-total            | Sous-total            | Sous-total            | 9           | 0           | 1                     | 0                     | -                              | -                              | -                              | 10    | 0     |
| 2006-2007             | FC Aarau              | Super League          | 4           | 0           | 1                     | 0                     | -                              | -                              | -                              | 5     | 0     |
| Sous-total            | Sous-total            | Sous-total            | 4           | 0           | 1                     | 0                     | -                              | -                              | -                              | 5     | 0     |
| 2006-2007             | FC Baulmes            | Challenge League      | 3           | 0           | -                     | -                     | -                              | -                              | -                              | 3     | 0     |
| Sous-total            | Sous-total            | Sous-total            | 3           | 0           | -                     | -                     | -                              | -                              | -                              | 3     | 0     |
| 2007-2008             | FC Sion U21           | 1re ligue             | 16          | 0           | -                     | -                     | -                              | -                              | -                              | 16    | 0     |
| 2008-2009             | FC Sion U21           | 1re ligue             | 6           | 0           | -                     | -                     | -                              | -                              | -                              | 6     | 0     |
| 2008-2009             | FC Sion               | Super League          | 7           | 0           | 1                     | 0                     | -                              | -                              | -                              | 8     | 0     |
| 2009-2010             | FC Sion U21           | 1re ligue             | 3           | 0           | -                     | -                     | -                              | -                              | -                              | 3     | 0     |
| Sous-total            | Sous-total            | Sous-total            | 32          | 0           | 1                     | 0                     | -                              | -                              | -                              | 33    | 0     |
| Total sur la carrière | Total sur la carrière | Total sur la carrière | 170         | 0           | 8                     | 0                     | -                              | 6                              | 0                              | 184   | 0     |

## Palmarès
- Vainqueur de la Coupe de Suisse 2004 avec le FC Wil
- Vainqueur de la Coupe de Suisse 2009 avec le FC Sion